# Одза
Одза (яп. 王座 о:дза,  буквально «трон, монарх») — титул игры го в Японии (Ассоциация Нихон Киин). Входит в число семи высших титулов японского го. Генеральный спонсор — медиакорпорация «Никкэй».

## Условия розыгрыша
- Спонсор — Нихон Кэдзай.
- Призовой фонд — 14 000 000 иен (125 768 долларов США) (размер фонда на 2012 год, по курсу доллара на 2018).[1]
- Требования к участникам — претендовать на титул может любой профессионал Нихон Киин или Кансай Киин.
- Формат — претендент выявляется в нокаут-турнире, матч за титул между претендентом и обладателем из 5 партий до 3 побед.

## История
Розыгрыш титула Одза был начат в 1953 году. До 1968 года формат отличался от нынешнего: нокаут-турнир продолжался до полуфинала, обладатель титула должен был участвовать в турнире начиная с 1/16 финала. В финале двое победителей турнира играли матч из пяти партий до трёх выигрышей за обладание титулом. Такой порядок розыгрыша приводил к тому, что одладатель титула оказывался практически в одних условиях с сильнейшими претендентами, не имея никаких привилегий, так что удержать ранее взятый титул было не проще, чем завоевать его в первый раз. Из-за этого обладатели титула менялись практически каждый год. Лишь Хасимото Утаро и Саката Эйо сумели в этот период удержать ранее взятый титул. После изменения формата розыгрыша обладатель титула находится в привилегированном положении, многократное удержание титула стало гораздо более частым явлением.

## Обладатели титула
| Игрок             | Годы удержания титула             |
| ----------------- | --------------------------------- |
| Хасимото Утаро    | 1953, 1955, 1956                  |
| Такагава Каку     | 1954                              |
| Симамура Тосихиро | 1957                              |
| Фудзисава Хосай   | 1958                              |
| Сёдзи Хасимото    | 1959, 1981                        |
| Ханда Догэн       | 1960, 1965                        |
| Саката Эйо        | 1961, 1963, 1964, 1966, 1970—1972 |
| Хидэхиро Миясита  | 1962                              |
| Фудзисава Хидэюки | 1967—1969, 1991, 1992             |
| Рин Кайхо         | 1973                              |
| Исида Ёсио        | 1974, 1978                        |
| Отакэ Хидэо       | 1975                              |
| Тё Тикун          | 1976, 1994, 2001                  |
| Кудо Норио        | 1977                              |
| Като Масао        | 1979, 1980, 1982—1989, 1993       |
| Ханэ Ясумаса      | 1990                              |
| О Риссэй          | 1995, 1998—2000                   |
| О Мэйэн           | 2002                              |
| Тё У              | 2003—2005, 2008—2011              |
| Ямасита Кэйго     | 2006, 2007                        |
| Юта Ияма          | 2012, 2013, 2015—2017             |
| Дайсуке Муракава  | 2014                              |

## Титул и повышение в ранге
Титул Одза входит в число титулов, выигрыш которых приводит к автоматическому продвижению в ранге. За выигрыш претендентского турнира игрок вправе претендовать на 7 дан, за взятие титула — на 8 дан, за удержание титула на следующий год после взятия — 9 дан.

## Почётный Одза
Звание «Почётный Одза» получает игрок, который завоевал и удерживал титул Одза более пяти лет подряд. На настоящий момент таковым является только Като Масао, удерживавший титул 8 раз подряд с 1982 по 1989 годы.